# Menyő
Menyő (más néven Szilágymenyő, románul Mineu) falu  Romániában Szilágy megyében.

## Fekvése
Zilahtól 30 km-re északra fekszik, Szilágyszeghez tartozik, melytől
4 km-re nyugatra van.

## Története
Nevét az oklevelek 1330-ban említették először. 1435-ben Menye, Menew, Meney néven, 1449-ben Menyev, 1464-ben Menő, 1497-ben Menyew néven írták nevét.
Első ismert birtokosait 1330-ból ismerjük: Ekkor Ugrin fia István, Ramatha fia András, János fiai Péter, 
Pottljo, Tamás és László, valamint Miklós fiának birtoka volt. 
A Menyői család tagjaié volt egészen az1400-as évek végéig.
1492-ben Sándorházi Porkoláb Mihályé, majd Lelei Adi Márton leánya Szilágyszegi Anna és Szakácsi Kecskés János fia László birtoka lett.
1519-ben Désházi Istvánt és Pétert iktatták be egy itteni részbirtokba, majd Kisdobai Szabó család tagjait és rokonaikat: Bőnyei család tagjait.
1611-ben Báthory Gábor fejedelem Menyői Móré Bálintot iktattatta be egy itteni részbirtokba.
1639-ben a hűtlenné lett Nagydobay Páczai János birtokát Rákóczi György főlovászmesterének Serédi István Kraszna vármegyei főispánnak adományozta.
1716 előtt Menyő Szécsi György és neje Guthy Judit birtoka volt, melyen gyermekeik 1718-ban megosztoztak.
1805-ben végzett összeíráskor Menyőről összeírták: Czakó Ferenc, Gólya József, Bányai Ferenc, Nagy Pál, Bányai Szabó Elek, Simon Farkas, Bikfalvi Sándor, Fazekas Péter és Tolvaj Zsigmond nevét.
1910-ben 1011, többségben román lakosa volt, jelentős magyar kisebbséggel. A trianoni békeszerződésig Szilágy vármegye Szilágycsehi járásához tartozott. 1989-ben a forradalom napjaiban a hatalom ide száműzte Temesvárról Tőkés László református lelkészt, később királyhágómelléki püspököt.
Menyő határában feküdt a középkorban Bodola, más néven Pósatelke (1431) és Sándorháza (1401) falu is.

## Nevezetességek
- Református templom mellett álló fatorony - 1619-ben épült. Különlegessége: szép, magas sátorfedése, mely megoldás különösen jellemző volt a Szilágyság fatemplomaira. A menyői fatorony a legkorábbi építésű Szilágy megye fatemplomai között.[1]
- 1989-ben az állami és egyházi hatóságok pert indítanak Tőkés László temesvári református lelkész ellen, megfosztják szószékétől és a szilágysági Menyő községbe száműzik, az erőszakos kilakoltatása ellen védelmére kelt hívek és a hozzájuk csatlakozó temesváriak megmozdulása robbantja ki a romániai forradalmat.[2][3]

## Híres emberek
- Itt született 1912. november 13-án Horváth Endre erdélyi magyar orvos, belgyógyász.